# 庫利帕塔山 (皮圖馬卡區)
13°50′09″S 71°01′11″W / 13.83583°S 71.01972°W
庫利帕塔山（Culipata），是秘魯的山峰，位於該國東南部庫斯科大區，由坎奇斯省的皮圖馬卡區負責管轄，屬於韋爾卡努塔山脈的一部分，海拔高度5,172米。